# Hora temporània

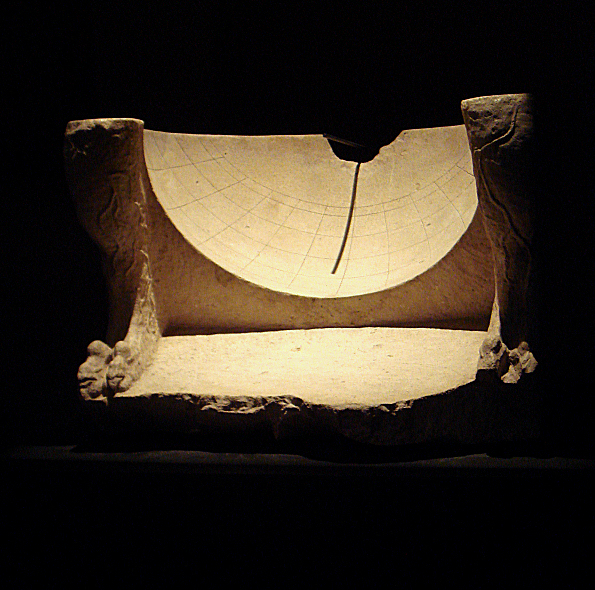
Rellotge de sol romà mostrant la xarxa horària temporal.

Les  hores temporànies (denominades també hores romanes  i fins i tot hores desiguals i hores antigues) corresponen a un sistema de mesura del temps que correspon a una divisió del arc diürn en dotze parts iguals. Cada hora temporal és la dotzena part d'aquest arc, el que es traduïa en dotze parts iguals del dia natural. Aquesta divisió del temps és molt antiga i en la història de la gnomònica es pot veure emprada en certs rellotges de sol. El traçat de rellotges de sol que tenen aquest sistema horari s'ha fet des de molt antic mitjançant un traçat geomètric anomenat analema de Vitruvi. Aquest sistema horari va esdevenir en la vida conventual de l'edat mitjana en el sistema de hores canòniques emprades en la litúrgia cristiana. Va romandre vigent a la cultura nipona rural fins al segle xx. El seu declivi va començar a occident al segle xviii quan els rellotges mecànics van començar a ser efectius com màquines mesuradores del temps, en l'actualitat al començament del segle xxi és un sistema que completament va caure en desús.

## Característiques
Aquest sistema té com a característica la durada de l'hora és variable: representa una dotzena part del temps entre el sol ixent i el sol ponent. Així, segons l'arc diürn, les hores d'estiu són més llargues que l'hivern. Les hores més llargues esdevenen al solstici d'estiu, i més curtes en el de hivern. Existeix el mateix concepte en el arc nocturn (suplementari de 360°) que divideix la nit en dotze hores nocturnes. L'estiu les hores temporàries són llargues i les nocturnes són breus, passant al contrari en els mesos d'hivern. Només als dos dies equinoccials el dia i la nit tenen la mateixa durada. És per això variable al llarg de les estacions per la qual es denominen en algunes ocasions com hores estacionals o fins i tot com hores desiguals. L'hora temporània també és variable segons la latitud. Quan més al nord, l'estiu, el període amb llum solar augmenta - fins al cercle polar, enllà del qual el sol mai no es posa, i vice versa l'hivern.

## Història

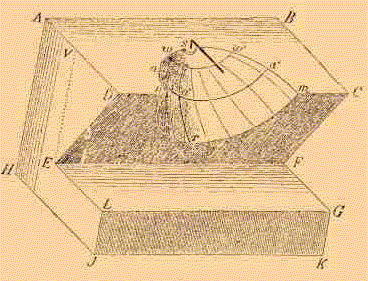
Escaphe grec.

Es té notícia de l'ús d'aquesta divisió del temps des d'èpoques anteriors a la cultura babilònica. L'astronomia egípcia les n'emprava els dos formats: hores diürnes i nocturnes. Algunes dels seus primers rellotges de sol, i fins i tot clepsidras indicaven en les escales les hores temporàries. La Bíblia esmenta en diverses ocasions hores emprant aquest sistema temporani, així és en la paràbola dels treballadors de la vinya  (vegeu evangeli de Sant Mateu (XX, 1-15). El seu ús es va estendre al llarg de la mediterrània arribant a Grècia on es va traduir en una mitjana del temps civil.
Els romans empraven aquest sistema horari portat des d'Egipte i Grècia. Regia els esdeveniments castrenses com ho és les guàrdies militars, els esdeveniments del senat. Vitruvi, l'arquitecte romà del segle I descriu en el seu llibre IX De Re Arquitectura com s'ha de construir els rellotges solars, mètode que és conegut com l'analema de Vitruvi. L'analema que es concep com un mètode empíric és completament demostrat al segle xviii per l'alemany Cristoforos Clavius. En fonamentar aquestes hores en la divisió del arc diürn en dotze parts iguals, és a dir en un divisor de tres, el seu traçat es relacionava directament amb el problema de la trisecció de l'angle a la geometria clàssica. És per aquesta raó per la qual fins a començament del segle xix no es va poder establir la veritable naturalesa geomètrica de les hores temporals en els rellotges de sol que reprentaban aquestes hores.
A l'edat mitjana van ser re-interpretades ia causa de la construcció dels rellotges solars d'hores canòniques van derivar en un instrument de regulació monàstica i d'oficis religiosos: convertint-se a les hores litúrgiques o canòniques. A l'edat mitjana es va crear a més una variant astrològica d'aquest sistema temporani assignant cada hora a un planeta. L'aparició de nous rellotges solars amb el gnòmon paral·lel a l'eix terrestre que proporcionava un sistema d'hores iguals, així com l'evolució a unes maquinàries més efectives per a la mesura del temps en els Rellotges solars provocar que el seu ús fos decaient. Els rellotges mecànics es van decantar per la representació d'hores iguals, evitant l'ús de temporànies degut en part al complicat de la seva evolució en una maquinària. Algunes cultures asiàtiques han vingut emprant aquest sistema horari fins a començaments del segle xx.

## Traçat en rellotges solars

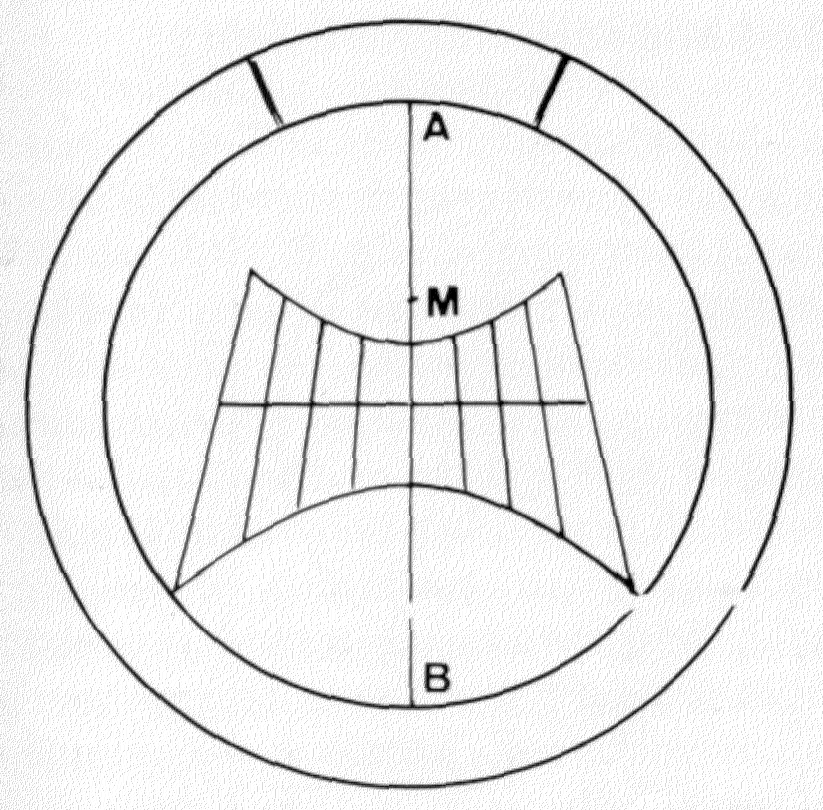
disposició de les hores temporals en un Discum in Planitia Romà

El mètode més senzill per al traçat és l'ocupació de l'anomenat analema de Vitruvi. Aquest procediment geomètric divideix l'arc diürn en dotze parts. El procediment clàssic emprat és molt senzill. Es procedeix a dividir l'arc diürn del solstici d'estiu en dotze parts ia representar en la superfície del rellotge mitjançant projecció gnomònica cadascuna de les dotze divisions. Es procedeix de la mateixa manera amb l'arc diürn del solstici d'hivern. Finalitzada la projecció de cadascuna de les divisiomes l'arc diürn d'ambdós solsticis. Se suposa que les dues divisions corresponents passen per un cercle màxim, o bé el seu representació en aquests rellotges mitjançant una projecció gnomònica d'unes línia recta.
Aquesta suposició es va realitzar durant molts segles en el traçat i disseny de rellotges de sol, acceptant sense fer demostració prèvia. Això suposava que els rellotges d'hores temporànies en superfícies planes tenien forma de rectes (la projecció gnomònica d'un cercle màxim es representa en una línia recta). Alguns autors com Al-Battani van fer intent de suposar que aquestes línies rectes es transformaven en corbes, sobretot a grans latituds (per sobre dels 60º). L'avanç de la geometria analítica a la fi del segle xix va promoure que es demostrés que la veritable naturalesa de les corbes horàries temporals en aquest tipus de rellotges. Aquestes corbes horàries corresponien a seccions de polinomis de grau vuitè. Aquest descobriment es va fer ja quan els rellotges d'hores temporals es trobaven en complet desús. La diferència entre suposar una recta i una corba, és més gran, com més és la latitud de disseny del rellotge. Com que la majoria dels casos dissenyats en latituds de la Mediterrània no és apreciable l'error. El primer a recopilar el coneixement complet sobre el traçat de les hores temporàries és l'historiador de la ciència alemany Joseph Drecker que el 1925 realitza la descripció analítica de les corbes horàries d'un rellotge temporani horitzontal.
Els rellotges d'hores canòniques apareixen en l'Edat Mitjana com una variant simplificada dels rellotges d'hores temporàries, els traçats d'aquests rellotges empren "toscs" conceptes científics. Durant aquest període medieval els rellotges d'hores temporàries es realitzaven en la cultura musulmana. La principal font de les traduccions a l'idioma àrab va estar composta per les biblioteques romanes d'Orient, i aquelles dins de l'escenari de la Mediterrània va escapar a les persecucions i migracions de població. El declivi d'aquest tipus de rellotges d'hores temporàries coincideix en gnomònica amb l'auge dels rellotges stilo-axials (de gnòmon paral·lel a l'eix terrestre).

### Traçat en astrolabis

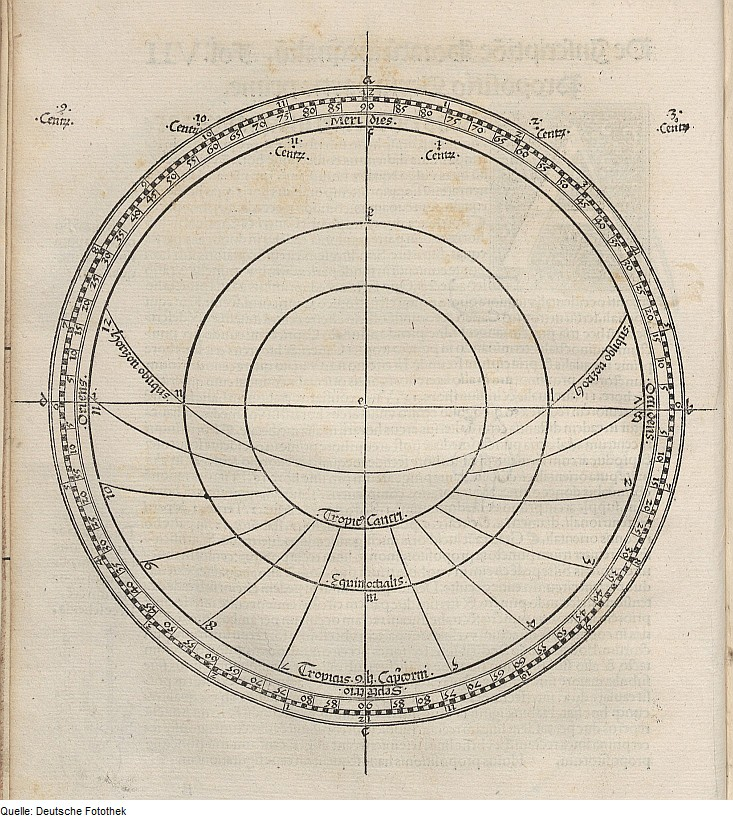
Hores temporànies al cul (mater) d'un astrolabi.

Els astrolabis han servit des dels segles IX fins al XII com a instruments capaços de realitzar mesures, d'ajudar el còmput astronòmic i fins i tot de demostració. Les hores temporàries es representen igualment en els astrolabis en el seu part posterior. La divisió de l'arc diürn és interessant en alguns còmputs astronòmics. Solen representar les corbes horàries temporals mitjançant l'ús d'una projecció estereogràfica resultant una mena de dibuix en forma d'aranya. Se sol representar als llimbs l'amplitud del arc diürn i com es va seccionant a cada declinació solar.
El problema de representar les hores temporànies en els astrolabis era que el disseny només era vàlid per a una latitud donada, sent invàlid en altres. Perdent la seva característica de portable. En alguns astrolabis es pot incloure una taula de conversió entre les hores solars temporànies i les hores iguals en funció de la latitud del lloc.